# (9661) Hohmann
(9661) Hohmann (1996 FU13) – planetoida z pasa głównego asteroid okrążająca Słońce w ciągu 7,84 lat w średniej odległości 3,95 j.a. Odkryta 18 marca 1996 roku.
Nazwana na cześć niemieckiego pioniera astronautyki, Waltera Hohmanna.